# Ley marco sobre cambio climático
La Ley Marco sobre Cambio Climático o Ley N° 30754 es una ley peruana que se promulgó el 17 de abril del 2018. 
El gobierno peruano aprobó la ley para asegurar una mejor preparación para enfrentar el cambio climático y sus efectos al generar las condiciones para el crecimiento de industrias limpias y sostenibles.
Posteriormente, el 31 de diciembre de 2019, se aprobó su reglamento y su puesta en práctica con el D.S. N° 013-2019-MINAM, este decreto supremo aprueba la Ley Marco sobre Cambio Climático.

## Objeto de la ley
El objeto de la ley es:

Establecer los principios, enfoques y disposiciones generales para coordinar, articular, diseñar, ejecutar, reportar, monitorear, evaluar y difundir las políticas públicas para la gestión integral, participativa y transparente de las medidas de adaptación y mitigación al cambio climático, a fin de reducir la vulnerabilidad del país al cambio climático, aprovechar las oportunidades del crecimiento bajo en carbono y cumplir con los compromisos internacionales asumidos por el Estado ante la Convención Marco de las Naciones Unidas sobre el Cambio Climático, con enfoque intergeneracional.

## Contenido de la ley N° 30754
El contenido de la ley consta de 7 capítulos y de 23 artículos. Los capítulos de la ley son los siguientes:
- Capítulo I: Disposiciones generales.
- Capítulo II: Marco institucional para la gestión integral del cambio climático.
- Capítulo III: Instrumentos de gestión integral para el cambio climático.
- Capítulo IV: Medidas de mitigación y adaptación al cambio climático.
- Capítulo V: Educación, ciencia, tecnología e innovación.
- Capítulo VI: Transparencia, acceso a la información y participación ciudadana.
- Capítulo VII: Financiamiento climático.

## Principios de la ley
La ley consta de 8 principios:
- Principio de integración.
- Principio de transversalidad.
- Principio de subsidiaridad.
- Principio de rendición de cuentas.
- Principio de transparencia.
- Principio de participación.
- Principio de gobernanza climática.
- Principio de prevención.